# オトメロディー
『オトメロディー』は、2005年に発売された高橋美佳子のシングル。

## 概要
- タイトルチューンは、テレビアニメ『おねがいマイメロディ』のオープニングテーマ。女の子の気持ちを歌っている[1]。
- カップリングには、同番組のエンディングテーマで、まいめろでぃーず（板倉さき、福田舞、石川梓文、岡田真菜実（中国語: 岡田真菜實））による「マイドリーム!マイメロディ!」を収録。

## 収録曲
1. オトメロディー
  - 作詞：山田ひろし、作曲・編曲：渡部チェル、歌：高橋美佳子
  - テレビアニメ『おねがいマイメロディ』オープニングテーマ
2. マイドリーム!マイメロディ!
  - 作詞：高橋秀幸、作曲・編曲：鈴木盛広、歌：まいめろでぃーず
  - テレビアニメ『おねがいマイメロディ』エンディングテーマ
3. オトメロディー（オリジナルカラオケ）
4. マイドリーム!マイメロディ!（オリジナルカラオケ）

## カバー

### オトメロディー
- マイメロディ（声優：佐久間レイ）（『おねがいマイメロディ』シリーズ関連の企画アルバムに収録。初出は2005年8月24日発売『おねがいマイメロディ キャラクターソングアルバム白盤』（インターチャネル NECA-30143））
- クロミ（声優：竹内順子）（同上。初出は2005年8月24日発売『おねがいマイメロディ キャラクターソングアルバム黒盤』（インターチャネル  NECA-30144））
- 瀧本瞳（日本コロムビア版カバー音源。タイトルが「オトメロディ」と長音符がない。2006年2月22日発売『げんき!だいすき!こどものうた』（日本コロムビア COCX-33577）などに収録）
- 榎本温子（2007年発売『百歌声爛』収録）
- Hommarju feat.MAKI（『EXIT TRANCE PRESENTS KIDS TRANCE LAND』収録）

### マイドリーム!マイメロディ!
- マイメロディ（声優：佐久間レイ）（『おねがいマイメロディ』シリーズ関連の企画アルバムに収録。初出は2005年8月24日発売『おねがいマイメロディ  キャラクターソングアルバム白盤』（インターチャネル NECA-30143））
- クロミ（声優：竹内順子） & バク（声優：前田登）（同上。初出は2005年8月24日発売『おねがいマイメロディ キャラクターソングアルバム黒盤』（インターチャネル NECA-30144））
- マリーランドのなかまたち（マイメロ・クロミ・ピアノ・バク・フラット・リズム・ハリネズミ・クマ・リス・バコ）（同上。初出は2006年11月29日発売『おねがいマイメロディ〜くるくるシャッフル!〜 キャラクターソングアルバム Girls』（インターチャネル NECA-30172））